# Dani Shmulevich-Rom
Dani Shmulevich-Rom (in ebraico דני שמולביץ רום‎?; 29 novembre 1940 – 18 gennaio 2021) è stato un calciatore israeliano, di ruolo attaccante.